# Cartoonito Ázsia
A Cartoonito Ázsia (angolul: Cartoonito Asia) a Cartoonito gyerektévé ázsiai adásváltozata. 2012. december 1-jén indult. Az adó a 3-7 éves gyerekeknek sugároz gyermekműsorokat.